# ACP125
L’acronimo ACP-125 sta per Allied Communications Publication 125: Communications Instructions - Radiotelephone Procedures, ed è un manuale NATO di telecomunicazioni sviluppato e pubblicato dal Combined Communications-Electronics Board (CCEB), per uso da parte delle nazioni membri dell'alleanza di sorveglianza dei Five Eyes (Australia, Canada, Nuova Zelanda, Regno Unito e Stati Uniti) e dei membri della NATO.

Secondo quanto specificato nell'ultima edizione del 2016:
L'obiettivo dell'ACP 125 è quello di prescrivere la procedura vocale da utilizzarsi dalle forze armate delle nazioni Alleate su reti vocali tattiche sicure e non sicure. Il suo scopo è quello di fornire una modalità standardizzata per l'inoltro del traffico voce e dati nel modo più sicuro possibile e in modo consistente con precisione, velocità e con le necessità del Comando e Controllo.
Gli standard proposti definiscono le procedure per le comunicazioni vocali tramite radio bidirezionali, e ha rappresentato la base per le procedure di comunicazione radio per diverse organizzazioni non militari, ma anche per diverse agenzie governative degli Stati Uniti, tra cui lo stesso Dipartimento di Stato degli Stati Uniti e la Pattuglia Aerea Civile. Infatti, delle procedure descritte nell'ACP-125 (es. l'alfabeto fonetico internazionale) hanno trovato largo uso anche al di fuori dell'ambiente militare e sono diventate uno standard tra gli operatori professionali radio, con particolare influenza nelle comunicazioni vocali radio del mondo aeronautico.